# Посаденки
Посаденки — деревня в Волоколамском районе Московской области России. Относится к Ярополецкому сельскому поселению, до муниципальной реформы 2006 года относилась к Волоколамскому сельскому округу.

## Население
| 1852 | 1859 | 1926 | 2002 | 2006 | 2010 | 2013 |
| ---- | ---- | ---- | ---- | ---- | ---- | ---- |
| 145  | ↘116 | ↘68  | ↘0   | ↗2   | ↗11  | ↗18  |
| 2014 | 2015 | 2016 |      |      |      |      |
| →18  | ↗23  | ↗29  |      |      |      |      |

## Расположение
Деревня Посаденки расположена примерно в 6 км к юго-западу от центра города Волоколамска. Ближайшие населённые пункты — деревни Ананьино и Беркино. В деревне 4 улицы — Ольховая, Родниковая, Соловьиная, Хуторская и один переулок — Родниковый.

## Исторические сведения
В «Списке населённых мест» 1862 года Пасадники — владельческое сельцо 1-го стана Волоколамского уезда Московской губернии по правую сторону Рузского тракта (от города Волоколамска в Рузу), в 6 верстах от уездного города, при колодце, с 15 дворами и 116 жителями (52 мужчины, 64 женщины).
По данным на 1890 год входила в состав Тимошевской волости Волоколамского уезда, число душ мужского пола составляло 51 человек.
В 1913 году — 19 дворов.
По материалам Всесоюзной переписи населения 1926 года — деревня Лудино-Горского сельсовета, проживало 68 жителей (34 мужчины, 34 женщины), насчитывалось 15 крестьянских хозяйств.
С 1929 года — населённый пункт в составе Волоколамского района Московской области.